# Monte Aiguillette
Monte Aiguillette (fr. L'Asti) – szczyt w Alpach Kotyjskich, części Alp Zachodnich. Leży na granicy między Włochami (region Piemont) a Francją (region Prowansja-Alpy-Lazurowe Wybrzeże). Sąsiaduje z Pic d’Asti. Szczyt można zdobyć drogami z dolin Valle Varaita we Włoszech oraz doliny Queyras we Francji.